# Home Nations Championship 1883
La Home Nations Championship de 1883 fou el torneig inaugural del que avui dia es coneix com el torneig de les sis nacions. Cinc partits es van disputar entre el 16 desembre de 1882 i el 3 de març de 1883. Els equips participants foren Anglaterra, Irlanda, Escòcia, i Gal·les. Anglaterra fou la primera guanyadora, batent a totes les rivals i aconseguint la primera triple corona, a pesar que aquest terme no seria usat fins a finals del segle xix.

## Classificació
Punts de classificació

Partit
- guanyat : 2 punts
- empatat : 1
- perdut : 0

| Posició | Nació      | Jocs   | Jocs     | Jocs     | Jocs    | Punts   | Punts     | Punts      | Punts de classificació |
| Posició | Nació      | Jugats | Guanyats | Empatats | Perduts | A Favor | En contra | Diferència | Punts de classificació |
| ------- | ---------- | ------ | -------- | -------- | ------- | ------- | --------- | ---------- | ---------------------- |
| 1       | Anglaterra | 3      | 3        | 0        | 0       | 3       | 0         | +3         | 6                      |
| 2       | Escòcia    | 3      | 2        | 0        | 1       | 4       | 1         | +3         | 4                      |
| 3       | Irlanda    | 2      | 0        | 0        | 2       | 0       | 2         | −2         | 0                      |
| 3       | Gal·les    | 2      | 0        | 0        | 2       | 1       | 5         | −4         | 0                      |

## Resultats
| Gal·les | 0–2 | Anglaterra | 16 desembre 1882 {{{time}}} - |
|         |     |            | 16 desembre 1882 {{{time}}} - |

| Escòcia | 3–1 | Gal·les | 8 gener 1883 {{{time}}} - |
|         |     |         | 8 gener 1883 {{{time}}} - |

| Anglaterra | 1–0 | Irlanda | 5 febrer 1883 {{{time}}} - |
|            |     |         | 5 febrer 1883 {{{time}}} - |

| Irlanda | 0–1 | Escòcia | 17 febrer 1883 {{{time}}} - |
|         |     |         | 17 febrer 1883 {{{time}}} - |

| Escòcia | (1 Con) 0–0 (2 Con) | Anglaterra | 3 març 1883 {{{time}}} - |
|         |                     |            | 3 març 1883 {{{time}}} - |

### Sistema de puntuació
Els partits es decidien per goals o gols, un goal era concedit quan l'equip feia un assaig i la posterior anotació, tant per un drop com per un goal from mark. Si el partit acabava en empat, aleshores el guanyador era l'equip amb més assaigs sense conversió. Si no hi havia encara cap guanyador clar es declarava empat.

## Els partits

### Gal·les vs. Anglaterra
| Gal·les | 0G – 2G, 4T | Anglaterra                                                 | 16 Desembre 1882 {{{time}}} - St. Helen's, Swansea Assistència: 3,000 espectadors Àrbitre: A Herbert (Gal·les) |
|         |             | Assaig: Wade (3) Bolton Henderson Thomson Con: Evanson (2) | 16 Desembre 1882 {{{time}}} - St. Helen's, Swansea Assistència: 3,000 espectadors Àrbitre: A Herbert (Gal·les) |

Gal·les: Charles Lewis (Llandovery College) capt., Harry Bowen (Llanelli), William Norton (Cardiff), James Clare (Cardiff), Charlie Newman (Newport), David Gwynn (Swansea), Edward Treharne (Pontypridd), Thomas Judson (Llanelli), Frank Purdon (Swansea) Tom Clapp (Nantyglo), Bob Gould (Newport), George Frederick Harding (Newport), Alfred Cattell (Llanelli), Thomas Baker Jones (Newport), George Morris (Swansea)
Anglaterra: AS Taylor (Blackheath), CG Wade (Oxford University), Arthur Evanson (Oxford University), WN Bolton (Blackheath), A Rotherham (Oxford University), JH Payne (Broughton), RS Kindersley (Oxford University), CS Wooldridge (Oxford University), Harry Vassall (Oxford University), Herbert Fuller (Cambridge University), G Standing (Blackheath), WM Tatham (Oxford University), RSF Henderson (Blackheath), GT Thomson (Halifax), ET Gurdon (Richmond) capt.
Anglaterra va començar el torneig guanyant a la nació més jove, Gal·les. Era tot just, el segon partit entre ambdues seleccions, i el primer en territori gal·lés.
 Després que la humiliació del primer partir entre les dues seleccions, on Gal·les havia perdut per un marge de 13 assaigs, el partit va permetre veure una clara progressió de l'equip Gal·lès, que no obstant no va poder aturar el jugador d'Oxford, d'origen australià, Gregory Wade, ala del quinze de la rosa.

### Escòcia vs. Gal·les
| Escòcia                                              | 3G – 1G | Gal·les                   | 8 Gener 1883 {{{time}}} - Raeburn Place, Edimburg Assistència: 4,000 espectadors Àrbitre: George Rowland Hill (England) |
| Assaig: Macfarlan (2) Don-Wauchope Con: Maclagan (3) |         | Assaig: Judson Con: Lewis | 8 Gener 1883 {{{time}}} - Raeburn Place, Edimburg Assistència: 4,000 espectadors Àrbitre: George Rowland Hill (England) |

Escòcia: DW Kidston (Glasgow Acads), Bill Maclagan (London Scottish), DJ Macfarlan (London Scottish), WS Brown (Edinburgh Inst FP), Andrew Ramsay Don Wauchope (Fettesian-Lorettonians), A Walker (West of Scotland), T Ainslie (Edinburgh Inst FP), JB Brown (Glasgow Acads), J Jamieson (West of Scotland), DY Cassels (West of Scotland) capt., JG Mowat (Glasgow Acads), C Reid (Edinburgh Acads), D. Somerville (Edinburgh Inst FP), JG Walker (West of Scotland), WA Walls (Glasgow Acads)
Gal·les: Charles Lewis (Llandovery College) capt., William Norton (Cardiff), Bill Evans (Rhymney), Charlie Newman (Newport), George Frederick Harding (Newport), John Arthur Jones (Cardiff), John Griffin (Edinburgh University), Thomas Judson (Llanelli), Frank Purdon (Swansea) Tom Clapp (Nantyglo), Bob Gould (Newport), Alfred Cattell (Llanelli), Thomas Baker Jones (Newport), George Morris (Swansea), Horace Lyne (Newport)
Fou el primer partit internacional entre ambdues seleccions. Gal·les perdré aquest primer partit i, de fet, va necessitar sis partits més per assolir la 1a victòria.

### Anglaterra vs. Irlanda
| Anglaterra                                     | 1G, 3T – 1T | Irlanda         | 5 febrer 1883 {{{time}}} - Whalley Range, Manchester Àrbitre: AS Pattison (Escòcia) |
| Assaig: Bolton Tatham Twynam Wade Con: Evanson |             | Assaig: Forrest | 5 febrer 1883 {{{time}}} - Whalley Range, Manchester Àrbitre: AS Pattison (Escòcia) |

Anglaterra: AS Taylor (Blackheath), CG Wade (Oxford University), Arthur Evanson (Oxford University), WN Bolton (Blackheath), HT Twynam (Richmond), JH Payne (Broughton), EJ Moore (Oxford University), CS Woolridge (Oxford University), BB Middleton (Birkenhead Park), Herbert Fuller (Cambridge University), G Standing (Blackheath), WM Tatham (Oxford University), RM Pattisson (Cambridge University), GT Thomson (Halifax), ET Gurdon (Richmond) capt.
Irlanda: JWR Morrow (Queen's College, Belfast), RE McLean (NIFC), RH Scovell (Dublin University), WW Fletcher (Kingstown), JP Warren (Kingstown), A Millar (Kingstown), SAM Bruce (NIFC), AJ Forrest (Wanderers), JW Taylor (NIFC), DF Moore (Wanderers), H King (Dublin University), JA McDonald (Methodist College, Belfast), RW Hughes (NIFC), FS Heuston (Kingstown), G Scriven (Dublin University) capt.
El primer partit entre ambdues seleccions al torneig va suposar la novena derrota històrica d'Irlanda contra Anglaterra. Tanmateix, es dona l'anècdota que Irlanda va jugar la majoria del partit amb 14 jugadors, pel malestar d'un dels seus jugadors durant la travessia del Mar irlandès.

### Irlanda vs. Escòcia
| Irlanda | 0G – 1G, 1T | Escòcia                               | 17 febrer 1883 {{{time}}} - Ormeau Road, Belfast Àrbitre: HC Kelly (Irlanda) |
|         |             | Assaig: Reid Somerville Con: Maclagan | 17 febrer 1883 {{{time}}} - Ormeau Road, Belfast Àrbitre: HC Kelly (Irlanda) |

Irlanda: JWR Morrow (Queen's College, Belfast), RE McLean (NIFC), WW Pike (Kingstown), AM Whitestone (Dublin University), SR Collier (Queen's College, Belfast), WA Wallis (Wanderers), SAM Bruce (NIFC), R Nelson (Queen's College, Belfast), JW Taylor (NIFC), DF Moore (Wanderers), H King (Dublin University), JA McDonald (Methodist College, Belfast), RW Hughes (NIFC), FS Heuston (Kingstown), G Scriven (Dublin University) capt.
Escòcia: JP Veitch (Royal HSFP), Bill Maclagan (London Scottish), MF Reid (Loretto), GR Aitchison (Edinburgh Wanderers), PW Smeaton (Edinburgh Acads.), A Walker (West of Scotland), Thomas Ainslie (Edinburgh Inst FP), JB Brown (Glasgow Acads), J Jamieson (West of Scotland), DY Cassels (West of Scotland) capt., WA Peterkin (Edinburgh Uni.), C Reid (Edinburgh Acads), D. Somerville (Edinburgh Inst FP), D McCowan (West of Scotland), WA Walls (Glasgow Acads)
El primer partit internacional entre ambdues seleccions es va caracteritzar pel mal temps i el mal estat del camp, propiciant que Irlanda acabés el partit amb deu jugadors a causa de les lesions. Sembla que la pesada i heroica defensa irlandesa va evitar una contundent victòria escocesa.

### Escòcia vs. Anglaterra
| Escòcia      | 1 Con – 2 Con | Anglaterra               | 3 març 1883 {{{time}}} - Raeburn Place, Edimburg Àrbitre: HC Kelly (Irlanda) |
| Assaig: Reid |               | Assaig: Rotherham Bolton | 3 març 1883 {{{time}}} - Raeburn Place, Edimburg Àrbitre: HC Kelly (Irlanda) |

Escòcia: DW Kidston (Glasgow Acads), Bill Maclagan (London Scottish), MF Reid (Loretto), WS Brown (Edinburgh Inst FP), PW Smeaton (Edinburgh Acads.), A Walker (West of Scotland), T Ainslie (Edinburgh Inst FP), JB Brown (Glasgow Acads), J Jamieson (West of Scotland), DY Cassels (West of Scotland) capt., JG Mowat (Glasgow Acads), C Reid (Edinburgh Acads), D. Somerville (Edinburgh Inst FP), D McCowan (West of Scotland), WA Walls (Glasgow Acads)
Anglaterra: HB Tristram (Oxford University), CG Wade (Oxford University), Arthur Evanson (Oxford University), WN Bolton (Blackheath), A Rotherham (Oxford University), JH Payne (Broughton), EJ Moore (Oxford University), CS Wooldridge (Oxford University), RSF Henderson (Blackheath), Herbert Fuller (Cambridge University), Charles Gurdon (Richmond), WM Tatham (Oxford University), RM Pattisson (Cambridge University), GT Thomson (Halifax), ET Gurdon (Richmond) capt.
Amb dues victòries per a cada selecció, aquest partit va esdevenir una autèntica final. La defensa de sis homes usada pels anglesos fou la clau de la victòria del quinze de la rosa.